# Nuestra Señora de la Altagracia
Nostra Senyora de la Altagracia o Verge de la Altagracia és una advocació mariana catòlica considerada com la «mare protectora i espiritual del poble dominicà». La seva festa patronal és el 21 de gener, dia festiu/no laborable a la República Dominicana en el qual molts fidels devots de la Verge concorren des de tot el territori dominicà a la basílica de Higüey, a la província La Altagracia.
Alguns historiadors i rectors de l'Església catòlica esmenten que a partir del 12 de maig de 1502 es duu a terme una parròquia en la Vila de Salvaleón de Higüey, sota les ordres del bisbe de Santo Domingo García Padilla, ja que en aquesta època havien arribat a Higüey els germans Trejo: Alonso i Antonio, els qui haurien portat la imatge de la Verge de la Altagracia al país; aquests provenien de Plasencia, localitat de la Comunitat Autònoma Extremadura, Castella; va ser a Extremadura en la localitat de Siruela on la verge se li va aparèixer a un agricultor sobre un arbre -d'aquí el seu nom- la més Alta Gràcia vinguda dels cels.
Una altra versió és la del canonge Luís Gerónimo de Alcocer, qui va escriure sobre l'arribada de la Verge a la colònia. En la seva relació de 1650, De Alcocer diu el següent: "consta que la van portar a aquesta illa dos hidalgos naturals de Pacència a Extremadura, anomenats Alonso i Antonio de Trejo que foren dels primers pobladors d'aquesta illa, persones nobles com consta d'una cèdula del Rei Felip I, any de 1506, en que encomana al Governador d'aquesta illa que els acomodi.
 